# Ștefan Bouda
Ștefan Bouda (n. 8 iunie 1978, Gârnic, România) este un deputat român, ales în 2024 din partea minorității cehe. 